# Dreadnoughtus
Dreadnoughtus – rodzaj wymarłego dinozaura, zauropoda z grupy tytanozaurów, żyjącego u schyłku późnej kredy (cały kampan i mastrycht) na terenie obecnej Patagonii w Argentynie. 
W obrębie rodzaju wyróżniono jeden gatunek: Dreadnoughtus schrani. Wielkość badanego osobnika oszacowano na 26 m długości i 59,3 ton wagi. 